# الإجهاض في إفريقيا
يخضع الإجهاض في إفريقيا لمجموعة من القوانين الوطنية المختلفة. وتعيش جل النساء في إفريقيا في بلدان ذات قوانين صارمة. تعد معظم الدول الإفريقية أطرافًا في بروتوكول مابوتو الصادر عن الاتحاد الإفريقي، وهو المعاهدة الدولية الوحيدة التي تعرف الحق في الإجهاض. تعد منطقة إفريقيا جنوب الصحراء الكبرى من أكثر مناطق العالم تسجيلًا لمعدلات الإجهاض غير الآمن والوفيات الناجمة عن الإجهاض. إذ تعد معظم عمليات الإجهاض في هذه المنطقة غير آمنة. وتسجل المنطقة أعلى معدل للحمل غير المقصود، وهو الدافع الأساسي وراء الإجهاض. تعد الشابات غير المتزوجات، أو المقيمات في المدن، من بين أكثر النسوة عرضةً للإجهاض. تعد الرعاية في مرحلة ما بعد الإجهاض متاحةً على نطاق واسع.
تؤكد الحركات الداعمة لحقوق الإجهاض على الحجج التي تتناول الصحة العامة في ما يخص معدلات وفيات الأمومة. وتزعم الحركات المناوئة للإجهاض فرض هذه الممارسة على إفريقيا من جانب قوى أجنبية.
تتكتم العديد من النسوة على عمليات الإجهاض التي يقمن بها، وذلك نظرًا إلى الوصمة الاجتماعية. يتوافر الإجهاض الدوائي باستخدام الميزوبروستول لدى مقدمي الرعاية الصحية والصيدليات، وعادةً ما يكون آمنًا. أما الإجهاض الجراحي، فيخضع للتنظيم وفقًا للإرشادات الوطنية في البلدان التي يعد فيها الإجهاض قانونيًا. غالبًا ما يكون الإجهاض المحرض ذاتيًا غير آمن. هذا ويشيع انتشار الوسائل التقليدية.
يعود وجود الإجهاض في إفريقيا إلى العصور القديمة. وقد أقرت العديد من قرارات حظر الإجهاض إبان الحقبة الاستعمارية. ومنذ ذاك الحين، سنت قوانين تعنى بالصحة الإنجابية، وتعديلات دستورية، وأحكام قضائية، سمحت بالإجهاض وفق أسس مختلفة. وقد أثرت المعاهدات الدولية على جهود الإصلاح. كذلك ألقت السياسة الأمريكية بتأثيرها على النقاش الدائر حول الإجهاض.

## الوضع القانوني
قد تأتي كل من الدساتير، والأحكام القضائية، والقواعد الصحية، والقوانين العامة، على ذكر الإجهاض. تحدد قوانين الصحة الإنجابية في العديد من البلدان الإفريقية الأسس القانونية للإجهاض، وغالبًا ما تتبع الشروط التي تمليها القوانين الدولية. قد تصف الإرشادات والقواعد الأخلاقية الطبية كيفية تنفيذ القانون، أو قد تتعارض معه. لا تنفذ معظم البلدان الإفريقية، التي يكون فيها الإجهاض قانونيًا، هذه الإرشادات بطريقة تجعلها متاحةً على نطاق واسع.
يعد الإجهاض قانونيًا بصورة غير مشروطة في كل من بنين، وغينيا بيساو، والرأس الأخضر، وساو تومي وبرينسيب، وجنوب إفريقيا، وتونس. أما زامبيا فتسمح بالإجهاض لأي سبب صحي أو اجتماعي اقتصادي. واعتبارًا من عام 2019، كانت نسبة 45% من النساء، اللواتي بلغن سن الإنجاب في منطقة إفريقيا جنوب الصحراء الكبرى، يعشن في دول تتسم قوانين الإجهاض فيها بطابع شديد التقييد، في حين عاشت نسبة 47% منهن في دول تتسم بقوانينها متوسطة الصرامة، وكانت نسبة 8% منهن يعشن في دول يعد فيها الإجهاض قانونيًا على نطاق واسع. تذهب بعض البلدان ذات القوانين المقيِّدة إلى تطبيق هذه القوانين بصورة شاملة. إذ تستعين إثيوبيا بتفسير فضفاض لقانونها. أما قانون غانا فينص على عدم وجود داعٍ إلى إثبات الأسس التي تسمح بالإجهاض القانوني.
قد لا يكون الإجهاض متاحًا من الناحية العملية في البلدان التي يكون فيها الإجهاض قانونيًا بصورة مشروطة، وذلك نظرًا إلى الإجراءات القانونية المعقدة. إذ تعتقد العديد من النساء أن الإجهاض غير قانوني، بغض النظر عما إذا كان كذلك أم لا. أما أولئك اللواتي يعتقدن أن الإجهاض غير قانوني، فيكن أكثر عرضةً للخضوع إلى علاجات غير آمنة، وذلك خوفًا من العواقب القانونية المترتبة على طلبهن للرعاية المهنية. تجهل معظم النساء في غانا، وزامبيا، وكينيا، القوانين التي تشرعن الإجهاض. وقد يتحفظ مقدمي الخدمات الطبية على إجراء عمليات الإجهاض، خوفًا من ردود الفعل العنيفة المناهضة للإجهاض. هذا وتُثني القوانين غير الواضحة في بعض الدول الأطباء عن تقديم خدمات الإجهاض.

## القانون الدولي
يضمن بروتوكول مابوتو الصادر عن الاتحاد الإفريقي حق الإجهاض في حالات الاغتصاب، أو سفاح القربى، أو وجود خطر يتهدد حياة أو صحة المرأة الحامل. اعتبارًا من عام 2022، بلغ عدد الدول الإفريقية الموقعة على البروتوكول 42 من أصل 55 دولة. وقد صادقت معظم الدول الإفريقية على اتفاقية الأمم المتحدة لحقوق الطفل، والميثاق الإفريقي لحقوق الطفل ورفاهه، اللذان يضمنان الحق في الرعاية الصحية الجنسية والإنجابية للقصّر. وقد وضعت الجماعة الإنمائية للجنوب الأفريقي أطرًا سياسيةً لإلغاء تجريم الإجهاض. وتهدف المادة الخامسة من وثيقة إستراتيجية الحقوق الجنسية والإنجابية الصادرة عن الجماعة الإنمائية (2019-2030) إلى خفض معدلات الإجهاض غير الآمن والحمل بين المراهقات.

### الانتشار
اعتبارًا من الفترة الممتدة من عام 2010 حتى عام 2014، بلغ معدل حالات الإجهاض السنوية في إفريقيا 8.2 مليون حالة، بمعدل 34 حالة لكل 1,000 امرأة في سن الإنجاب، أي ما يعادل 41 مليون حالة إجهاض بالإجمال. تتفاوت هذه النسبة المئوية من 12% في غرب إفريقيا، وصولًا إلى 24% في إفريقيا الجنوبية. وتبين أن معدل الإجهاض هو ذاته سواءً أكان المكان يسمح بالإجهاض أم لا. سجلت منطقة إفريقيا جنوب الصحراء الكبرى أعلى عدد من حالات الإجهاض غير الآمنة. واعتبارًا من عام 2024، صنفت منظمة الصحة العالمية 77% من حالات الإجهاض في المنطقة على أنها غير آمنة، وصنفت قرابة نصفها على أنها حالات أقل أمانًا. وفي عام 2023، قدرت منظمة أطباء بلا حدود أن حالات الإجهاض في المشافي الواقعة في الأماكن الفقيرة أو المتأثرة بالصراعات تعد أكثر عرضةً للتسبب بمضاعفات حرجة بمقدار يتراوح من خمسة إلى سبعة أضعاف.
اعتبارًا من عام 2014، كان الإجهاض مسؤولًا عن 9% من وفيات الأمومة (16,000 حالة وفاة) في إفريقيا. وسجلت منطقة إفريقيا جنوب الصحراء الكبرى أعلى معدل للوفيات الناتجة عن الإجهاض، بواقع 185 حالة وفاة لكل 100,000 نسمة، وذلك اعتبارًا من عام 2019. وقد سجل هذا المعدل انخفاضًا من 315 حالة وفاة لكل 100,000 نسمة في عام 2010. وسجلت منطقة إفريقيا الوسطى أعلى معدل للوفيات، في حين سجلت منطقة إفريقيا الجنوبية معدل الوفيات الأدنى، إذ تعد معظم حالات الإجهاض قانونيةً هناك. يعد النزيف أكثر المضاعفات المرتبطة بالإجهاض شيوعًا من حيث تلقيها للعلاج. تبلغ نسبة النساء المصابات بالعدوى نحو 10% من إجمالي النساء اللواتي يتلقين علاجًا من مضاعفات الإجهاض. هذا ويعد معدل الوفيات المقترنة بالإجهاض أعلى بين النساء المصابات بالعدوى.

### العوامل المجتمعية
تتسبب حالات الحمل غير المقصودة في الغالبية الساحقة من حالات الإجهاض في إفريقيا. إذ يوجد في منطقة إفريقيا جنوب الصحراء أعلى معدل للحمل غير المقصود في العالم. واعتبارًا من عام 2017، بلغ معدل الحمل غير المقصود في القارة 89 حالة لكل 1,000 امرأة في سن الإنجاب. تبلغ نسبة حالات الحمل غير المقصودة التي تؤدي إلى حدوث إجهاض 38%، وذلك من أصل ما مجموعه 21.6 مليون حالة حمل غير مقصودة سنويًا. ويبلغ عدد النساء اللواتي لم تُلبى حاجتهن من وسائل منع الحمل في إفريقيا قرابة 58 مليون امرأة. واعتبارًا من عام 2019، بلغ معدل استخدام وسائل منع الحمل الحديثة بين النساء المتزوجات 29%، وقد ازداد هذا المعدل بمقدار ثلاثة أضعاف منذ عام 1990. وشهدت منطقة إفريقيا جنوب الصحراء الكبرى تراجعًا تدريجيًا في الرغبة في تكوين أسر كبيرة، وذلك على الرغم من تسجيل المنطقة لأعلى معدلات الخصوبة المرغوبة.